# 弗罗萨斯科
弗罗萨斯科（意大利语：Frossasco），是意大利北部皮埃蒙特大区都灵省的一个市镇。总面积20.2平方公里，总人口2870，人口密度142.1人/平方公里（2010年12月31日）。

## 友好城市
- 法國圣让德穆瓦朗
- 阿根廷Piamonte（西班牙语：Piamonte (Santa Fe)）